# Hornbostel-Sachs
Hornbostel-Sachs o Sachs-Hornbostel és un sistema per a la classificació dels instruments musicals dissenyat per Erich Moritz von Hornbostel i Curt Sachs que fou publicat per primera vegada l'any 1914 al Zeitschrift für Ethnologie. La traducció anglesa no va aparèixer fins a l'any 1961 al Butlletí de la Galpin Society (Galpin Society Journal). És el sistema més emprat pels etnomusicòlegs i pels organòlegs per a l'estudi i la classificació dels instruments de totes les cultures.
El sistema es basa en un altre que havia estat dissenyat al segle xix per Victor-Charles Mahillon, el conservador de la col·lecció d'instruments musicals del Conservatori de Brussel·les. Mahillon va dividir els instruments en quatre grans categories segons la naturalesa del material que produïa el so. Va agafar aquestes quatre categories del Natya Sastra, un tractat teòric sobre música i dramatúrgia aparegut a l'Índia uns dos-cents anys abans. La major part del sistema de Mahillon només era aplicable als instruments de la música clàssica occidental. El sistema Hornbostel-Sachs és una expansió del de Mahillon pel fet que permet la classificació de qualsevol instrument de qualsevol cultura.

## Fonament del sistema
Formalment, el sistema es basa en la Classificació decimal desenvolupada per Melvil Dewey l'any 1786 per a l'organització de les biblioteques. Té quatre nivells superiors de classificació, amb altres nivells per sota d'aquests, amb expansions.

## Extensions del sistema
El sistema s'ha ampliat per poder encabir tant els nous tipus d'instruments que s'han creat com les noves visions del concepte d'instrument que s'han incorporat de llavors ençà. Galpin va encunyar i incorporar un cinquè grup que va anomenar instruments electrofònics. Fou Sachs qui els va anomenar electròfons i els dividí en tres categories:
- Instruments amb acció elèctrica
- Instruments electromecànics (en els quals el so produït d'alguna forma habitual es transforma en vibracions elèctriques per l'amplificació mitjançant un giny electrònic
- Instruments radioelèctrics.[3]

Sakurai argumentava que no havien de ser considerats com un grup atès que tenen ressonadors primaris diversos. Diversos autors els han anomenat electronòfons. Sigui com sigui, la categoria fou admesa en les seves línies generals, tenint en compte que hauria d'incloure sols instruments que realment produeixen el so per mitjans elèctrics i els instruments radioelèctrics (com els sintetitzadors que es caracteritzen per la seva font sonora elèctrica.
A finals del segle xx la veu humana també va ser considerada com un instrument musical i així es va emprar en algunes composicions. El 1980, Dale Olsen introduí el terme corpòfons per a instruments que són part del cos humà.

## Classificació

### Instrumentsidiòfons
- 1. Idiòfons.[6] La mateixa substància de l'instrument, gràcies a la seva solidesa i flexibilitat, produeix el so, i no requereix cap mena de membranes o cordes.
  - 11 Idiòfons picats. L'instrument entra en vibració quan és picat.
    - 111 Idiòfons picats directament. L'instrumentista executa el moviment de picar sobre el mateix instrument.
      - 111.1 Idiòfons entrexocats. Dues o més parts sonores complementàries piquen l'una contra l'altra.
      - 111.11 Pals entrexocats. Ex.: claus.
      - 111.12 Plaques entrexocades. Es troben a l'Índia i Xina.
      - 111.13 Canals entrexocades. Es troben a Myanmar.
      - 111.14 Recipients entrexocats; fins i tot en aquells casos en què hi ha una petita concavitat a la superfície.
        - 111.141 Castanyoles
        - 111.142 Címbals

      - 111.2 Idiòfons percudits. L'instrument és percudit amb un objecte no sonor o contra un objecte no sonor.
        - 111.21 Pals percudits
          - 111.211 Pals percudits individuals. Es troben al Japó i els Balcans. Inclou el triangle
          - 111.212 Conjunts de pals percudits. Un conjunt de pals d'altures diferents es combinen formant un únic conjunt. Inclou tots els tipus de xilòfons
          - 111.22 Plaques percudides
          - 111.221 Plaques percudides individuals. Usada a l'església cristiana oriental
          - 111.222 Conjunts de plaques percudides. Ex: el litòfon i la majoria de metal·lòfons

        - 111.23 Tubs percudits
          - 111.231 Tubs percudits individual. Ex.: campanes tubulars
          - 111.232 Conjunts de tubs percudits. Ex.: xilòfons tubulars
          - 111.24 Recipients percudits
          - 111.241 Gongs. La vibració és més forta prop del centre.
            - 111.241.1 Gongs individuals. Es troben al sud i a l'est d'Àsia
            - 111.241.2 Conjunts de gongs (campanes-gong). Es troben al Sud-est d'Àsia

          - 111.242 Campanes: la vibració és més feble prop del centre
            - 111.242.1 Campanes individuals
            - 111.242.11 Campanes en repòs. La copa reposa sobre una superfície. Es troben a la Xina, Japó i Sud-est d'Àsia
            - 111.242.12 Campanes suspeses. La campana està suspesa o penjada.
              - 111.242.121 Campanes suspeses picades des de fora
              - 111.242.122 Campanes amb batall

            - 111.242.2 Conjunts de campanes. carillons. Subdividides com 111.242.1

      - 112.1 Idiòfons sacsejats o sonalls
        - 112.11 Sonalls suspesos. Els objectes sonors, perforats, es munten junts i se sacseja el conjunt perquè piquin els uns contra els altres.
          - 112.111 Sonalls lligats amb una corda
          - 112.112 Sonalls fixats a un pal. Ex.: sistre

        - 112.12. Sonalls fixats a un marc contra el qual piquen
          - 112.112 Els sonalls pengen d'un marc. Ex.: escut de ball amb anells penjant.
          - 112.122 Sonalls lliscants. Ex.: angklung d'Indonèsia

        - 112.13 Sonalls de recipient. Objectes sonors tancats dins d'un recipient xoquen entre ells o amb les parets del recipient o, sovint, amb ambdós.

      - 112.2 Idiòfons rascats o fregats, directament o indirectament. Pot ser un objecte no sonor fregant sobre un de sonor o a la inversa. No se'ls ha de confondre amb els idiòfons de fricció.
        - 112.21 Pals amb osques, rascats
          - 112.211 Pals sense ressonador. Es troben a Amèrica del Sud, Índia i Congo
          - 112.212 Pals amb ressonador. Es troben a l'Est d'Àsia

        - 112.22 Tubs rascats. Es troben a l'Índia
        - 112.23 Recipients rascats. Es rasca la seva superfície arrugada. Es troben a Amèrica del Sud i la regió del Congo
        - 112.24 Rodes dentades fixades a un mànec. Una llengüeta fixada a un quadre va picant amb les dents de la roda quan aquesta gira. Usada a Europa (Ex.: carrau) i l'Índia

      - 112.3 Idiòfons d'esquerda. Amb dos o més braços fixats entre ells però que es mantenen separats, entrexoquen entre ells. A la Xina, Malàisia, Iran i Balcans

  - 12 Idiòfons pinçats o polsats; Lamelòfons. Llengüetes elàstiques fixades per un extrem es flexionen i vibren quan es deixen anar i retornen a la posició inicial
    - 121 En forma de marc dins del qual vibra la làmina
      - 121.1 Cricri. La llengüeta està esculpida a la superfície d'una closca d'un fruit que serveix de ressonador
      - 121.2  Guimbardes . La llengüeta està muntada sobre un marc i el so depèn de la cavitat bucal de l'instrumentista
        - 121.21 Idioglots. La llengüeta està esculpida en el mateix marc. Usada a l'Índia, Indonèsia i Melanèsia.
        - 121.22 Heteroglots. La llengüeta està lligada al marc.
          - 121.221 Guimbardes simples. Es troben a Europa, Índia i Xina.
          - 121.222 Conjunts de guimbardes. Diverses guimbardes de diferent sonoritat es combinen per confegir un únic instrument

    - 122 Puntejats de taula
      - 122.1 Heteroglots. Amb les llengüeta disposades una al costat de l'altra.
        - 122.11 Sense ressonador
        - 122.12 Amb ressonadors, i les llengüeta dins d'un recipient o caixa

      - 122.2 Idioglots. Unes puntes en un cilindre que gira pincen les llengüetes. Ex.: caixa de música

  - 13 Idiòfons de fricció
    - 131 Bastons de fricció
      - 131.1 Individual. No es coneix cap instrument.
      - 131.2 Conjunts de bastons de fricció
        - 131.21 Per fricció directa
        - 131.22 Per fricció indirecta. Els bastons fregats transmeten la vibració als altres als quals estan fixats

    - 132 Plaques de fricció
      - 132.1 Plaques de fricció individuals. Desconegut
      - 132.2 Conjunts de plaques de fricció. Usada a Nova Irlanda

    - 133 Recipients de fricció
      - 133.1 Recipients de fricció individuals. Usada al Brasil (closca de tortuga)
      - 133.2 Conjunts de closques de fricció. Ex.: harmònica de vidre

  - 14 Idiòfons bufats
    - 141 Bastons bufats
      - 141.1 Bastons bufats individuals. Desconegut
      - 141.2 Conjunt de bastons bufats. Ex.: Äolsklavier

    - 142 Plaques bufades
      - 142.1 Plaques bufades individuals
      - 142.2 Conjunts de plaques bufades

Sufixos per utilitzar en qualsevol subdivisió dins d'aquesta categoria:
- 8 Amb teclat
- 9 Accionat de forma mecànica

### Instrumentsmembranòfons
- 2. Membranòfons.[7] El so es produeix per una membrana tensada
  - 21  Tambors percudits. Les membranes són percudides
    - 211 Tambors percudits directament. L'instrumentista fa el moviment de picar; això inclou tota mena d'artefactes intermedis com baquetes, teclats, etc. S'exclouen els tambors sacsejats
      - 211.1 Tambors en forma de bol . Ex.: timbales
      - 211.11 Tambors en forma de bol separats. Ex.: Timbales europees
      - 211.12 Conjunts de tambors. Parelles de tambors en forma de bol a l'Oest d'Àsia
      - 211.2. Tambors tubulars. El cos és en forma de tub
      - 211.21 Tambors cilíndrics 
      - 211.211 Tambors cilíndrics d'una sola membrana.
      - 211.211.1 Tambors cilíndrics oberts. L'extrem oposat el qual es pica és obert. Usada a Malaca
      - 211.211.2 Tambors cilíndrics tancats. L'extrem oposat el qual es pica és tancat. Usada a les Antilles i les Bahames
      - 211.212 Tambors cilíndrics de doble membrana
      - 211.212.1 Tambors individuals cilíndrics. Es troben a Europa (tambors laterals; el tamborí, ...)
      - 211.212.2 Conjunts de tambors cilíndrics
      - 211.22 Tambors en forma de bóta. El diàmetre és més gran al centre que als extrems. El perfil és corbat. Es troben a Àsia, Àfrica i l'antic Mèxic. Les subdivisions són les mateixes que a 211.21
      - 211.23 Tambors bicònics. El diàmetre és més gran al centre que als extrems. El perfil és rectilini amb un angle al centre. Usada a l'Índia. Les subdivisions són les mateixes que a 211.21
      - 211.24 Tambors en forma de rellotge de sorra. El diàmetre és menor al centre que als extrems. Usada a Àsia, Melanèsia i Àfrica oriental. Les subdivisions són les mateixes que a 211.21
      - 211.25 Tambors cònics. Els diàmetres dels dos extrems difereixen considerablement. No s'hi inclouen els que són lleugerament cònics. Les subdivisions són les mateixes que a 211.21
      - 211.26 Tambors en forma de got. El cos en forma de copa o cilíndric, amb un sòcol més estret. Les subdivisions són les mateixes que a 211.21
      - 211.3 Tambors de marc. La profunditat del cos no excedeix el radi de la membrana. NB això es dona en els tambors laterals europeus, però com que deriven del tambor cilíndric no s'inclouen aquí.
      - 211.31 Tambors de marc sense mànec
      - 211.311 Tambors de marc sense mànec, d'una sola membrana. Ex.: la pandereta, el bendir...
      - 211.312 Tambors de marc sense mànec, de dues membranes. Es troben al nord d'Àfrica
      - 211.32 Tambors de marc amb mànec. Un bastó o pal que fa de mànec està enganxat al marc, en línia amb el seu diàmetre
      - 211.321 Tambors de marc amb mànec, d'una sola membrana. Usada entre els inuit
      - 211.322 Tambors de marc amb mànec, de dues membranes. Usada al Tibet

    - 212 Tambors - sonalls. El tambor se sacseja i la percussió es dona per l'impacte dels objectes sonors que hi ha dins de tambors contra la o les membrana. Usada a l'Índia i el Tibet. Les subdivisions són les mateixes que a 211

  - 22 Tambors pinçats. Hi ha una corda lligada sota el centre de la membrana. Quan es pinça la corda aquesta vibra i transmet la vibració a la membrana. Usada a l'Índia. (Vegeu Cordòfons de tensió variable)
  - 23 Tambors de fricció
    - 231 Tambors de fricció amb un pal. Hi ha un pal en contacte amb la membrana; o bé es frega el pal o bé s'utilitza el pal per fregar la membrana
      - 231.1 Amb un pal inserit. El pal passa a través d'un forat practicat a la membrana
      - 231.11 Tambors de fricció amb un pal fixat. El pal no es pot treure
      - 231.12 Tambors de fricció amb un pal semifixat. El pal es pot moure fins a cert punt per fregat la membrana quan el freguem. Usada a Àfrica
      - 231.13 Tambors de fricció amb un pal lliure. El pal es pot moure lliurement. No es frega el pal sinó que es frega la membrana amb el pal. Usada a Veneçuela
      - 231.2 Tambors de fricció amb un pal fixat. El pal està fixat a la membrana en una posició vertical. Es troben a Europa. Ex.: la simbomba

    - 232 Tambors de fricció amb una corda. Es frega la corda que està subjecta a la membrana
      - 232.1 Tambors amb corda fregada, de moviment estacionari
      - 232.11 D'una sola membrana
      - 232.12 De dues membranes
      - 232.2 Tambors de fricció amb una corda de moviment giratori. Es fa girar la corda a l'extrem de la qual hi ha el tambor. La corda frega el bastó que s'aguanta amb la mà. Usada a Europa (Waldteufel), Índia i Àfrica oriental

    - 233 Tambors fregats manualment. El tambor es frega amb la mà

  - 24 Membranes cantants (mirlitons) . La membrana està dissenyada per tal que vibri quan es parla o es canta en ella. La membrana per si mateixa no produeix una nota sinó que modifica la veu. Usada a Europa i Àfrica occidental
    - 241 Mirlitons lliures- La membrana és incitada directament sense que l'aire hagi de passar prèviament per cap tub (Ex.: pinta i paper)
    - 242 Mirlitons de recipient o de tub. La membrana està disposada dins d'un tub o d'un recipient. Usada a Àfrica. Les flautes d'extrem Orient amb un tub lateral en el qual es disposa una membrana també són, en certa manera mirlitons

Sufixos per utilitzar en qualsevol subdivisió dins d'aquesta categoria
- 6 Amb la membranes encolada al tambor
- 7 Amb la membrana clavada al tambor
- 8 Amb la membrana lligada al tambor
  - 81 Amb cordes que passen d'una membrana a l'altra o formen una xarxa
    - 811 Sense mecanismes especials per regular la tensió. Es troben arreu
    - 812 Amb una lligadura de tensió. Lligades perpendiculars a la principal asseguren la tensió. Usada a Sri Lanka
    - 813 Amb anells de tensió enllaçats per la corda en ziga-zaga. Usada a l'Índia
    - 814 Amb cunyes de tensió. Les cunyes inserides a les parets i les llaçades asseguren la tensió. Usada a l'Índia, Indonèsia i Àfrica

  - 82 Amb cordes i una pell. Les cordes estan lligades a una pell no sonora. Es troben a Àfrica
  - 83 Amb cordes i una placa. Les cordes estan lligades a una placa
  - 84 Amb cordes i una vora. Les cordes es lliguen a una vora esculpida al cos del tambor. Es troben a Àfrica
  - 85 Amb cordes i un cinturó. Les cordes es lliguen a un cinturó d'un altre material. Es troben a l'Índia
  - 86 Amb cordes i clavilles. Les cordes estan lligades a clavilles fixades a la paret del tambor. Es troben a l'Àfrica

NB 82 a 86 se subdivideixen igual que 81
- 9 Amb la membrana encerclada
  - 91 Amb la membrana encercada amb una anella de corda
  - 92 Amb la membrana encercada amb una argolla
    - 921 Sense mecanisme
    - 922 Amb mecanisme
    - 921 Sense pedal
    - 922 Amb pedal (timbales orquestrals)

### Instrumentscordòfons
- 3 Cordòfons.[8] Una o més cordes estan tenses entre uns punts fixes
  - 31 Cordòfons simples o cítares. L'instrument consisteix únicament en un suport de la corda o en un suport i un ressonador que no està integrat i que es pot separar sense destruir el giny que produeix el so
    - 311 Cítares de barra. El suport de la corda té forma de barra
      - 311.1 Arcs musicals. El suport de la corda és flexible i corbat
        - 311.11 Arcs musicals idiocordis'‘. La corda està tallada a partir del mateix material que forma el suport al qual resta unit pels extrems
          - 311.111 Arcs musicals mono-idiocordis. Amb una sola corda. Usada a Togo i Nova Guinea
          - 311.112 Arcs musicals poli-idiocordis o arcs-arpes. L'arc té diverses cordes fetes del mateix material que l'arc o suport. Es troben a l'ètnia fang

        - 311.12 Arcs musicals heterocordis. La o les cordes són d'un material diferent que el del suport
          - 311.121 Arc musical mono-heterocordi. Amb una sola corda d'un material diferent del del suport
            - 311.121.1 Sense ressonador. NB si hi ha un ressonador separat, no enganxat al suport, llavors correspon a 311.121.21; la boca de l'instrumentista, doncs, no seria considerat un ressonador en aquest apartat
              - 311.121.11 Sense llaçada per afinar. Usada a Àfrica (ganza)
              - 311.121.12 Amb llaçada per afinar. Una llaçada de fibra passa al voltant de la corda i la divideix en dues seccions. Usada a Àfrica subequatorial

            - 311.121.2 Arc musical mono-heterocordi amb ressonador
              - 311.121.21 Amb ressonador independent. Usada a Borneo
              - 311.121.22 Amb ressonador enganxat
                - 311.121.221 Sense llaçada d'afinació. Usada al sud d'Àfrica
                - 311.121.222 Amb llaçada d'afinació. Usada al sud d'Àfrica i Madagascar

          - 311.122 Arcs musicals poli-heterocordis (amb diverses cordes d'un material diferent al del suport).
            - 311.122.1 Sense llaçada d'afinació. Usada a Oceania
            - 311.122.2 Amb llaçada d'afinació. Usada a Oceania

      - 311.2 Cítares bastó. El suport és rígid
        - 311.21 Arcs – bastons. El suport té un extrem flexible. Usada a l'Índia. Un suport amb dos extrem flexibles es considera un arc. Veure 311.1
        - 311.22 Cítares bastó pròpiament dites
          - 311.221 Amb una carbassa que fa de ressonador. Usada a l'Índia
          - 311.222 Amb diverses carbasses que fan de ressonadors.

    - 312 Cítares tub. El suport de les cordes té una superfície corbada
      - 312.1 Cítares de tub complet’‘. El suport és un tub sencer
        - 312.11 Cítares de tub idiocòrdies. Es troben a Indonèsia i l'Índia
        - 312.12 Cítares de tub heterocòrdies
          - 312.121 Sense ressonador afegit. Usada al sud-est d'Àsia
          - 312.122 Amb ressonador afegit’‘. Usada a l'Illa de Timor

      - 312.2 Cítares de mig tub. Les cordes es troben fixades a la superfície convexa d'una canal 
        - 312.21 Cítares de mig tub idiocòrdies. Usada a Flores
        - 312.22 Cítares de mig tub heterocòrdies. Usada a l'extrem Orient. Ex.: koto, qin

    - 313 Cítares de rai. El suport de les cordes està compost d'una sèrie de bastons o pals entrelligats a la manera d'un rai
      - 313.1 Cítares de rai idiocòrdies. Usada a l'Índia, l'Alta Guinea, i el centre del Congo
      - 313.2 Cítares de rai heterocòrdies. Usada al nord de la regió de Nyasa

    - 314 Cítares de planxa o taula. El suport és una taula. El mateix terra també es considera una taula o planxa.
      - 314.1 Cítares de planxa pròpiament dites. El pla de les cordes és paral·lel al del suport
        - 314.11 Sense ressonador. Usada a Borneu
        - 314.12 Amb ressonador
          - 314.121 Amb ressonador de bol. El ressonador és la closca d'un fruit o un objecte similar, o un equivalent produït artificialment. Usada a la regió de Nyasa
          - 314.122 Amb ressonador de capsa. El ressonador és fet a peces, com una caixa (cítares europees, piano i altres cordòfons europeus de teclat

      - 314.2 Variants de la cítara de taula o planxa. El pla de les cordes determina un angle recte amb el pla del suport
        - 314.21 Cítares de terra. El terra fa de suport de la corda. Només hi ha una corda. Usada a Malaca i a Madagascar
        - 314.22 Cítares arpa. Una taula o planxa serveix com a suport de les cordes. Hi ha diverses cordes i un pont. Usada a Borneu

    - 315 Cítares de forat. Les cordes estan lligades a la vora d'un forat o enfonsament del suport. Usada a Tanganyika, Tanzània
      - 315.1 Sense ressonador
      - 315.2 Amb ressonador. El forat o enfonsament té una carbassa o un objecte similar enganxada

    - 316 Cítares de marc. Les cordes estan tensades a través d'un marc obert
      - 316.1 Sense ressonador. Potser es trobava entre els saltiris medievals
      - 316.2 Amb ressonador. Usada a Àfrica occidental

  - 32 Cordòfons composts. Un suport de les cordes i un ressonador es troben units orgànicament i no poden ser separats sense destruir l'instrument
    - 321  Llaüts. El pla que determinen les cordes corre paral·lel a la taula harmònica
      - 321.1 Llaüts arc o pluriarcs. Cada corda té el seu suport flexible. Usada a Àfrica
      - 321.2 Llaüts de jou o lires. Les cordes estan lligades a un jou que es troba en el mateix pla que la taula harmònica i que consisteix en dos braços i un travesser que els uneix
        - 321.21 Lires de bol. Un bol natural o construït serveix de ressonador. Usada a l'est d'Àfrica
        - 321.22 Lires de caixa. Una caixa de fusta, construïda, serveix de ressonador. Ex.: cítara de la Grècia clàssica, crwth

      - 321.3 Llaüts de mànec
        - 321.31 Llaüts de punta. El mànec travessa diametralment el ressonador
          - 321.311 Llaüts de punta en forma de bol. El ressonador consisteix en un bol natural o fabricat. Usada a Pèrsia, Índia i Indonèsia
          - 321.312 Llaüts de punta en forma de caixa o guitarres de punta. El ressonador està construït en forma de caixa, en fusta. Usada a Egipte (rabab)
          - 321.313 Llaüts tubulars de punta. El mànec passa diametralment a través de les partes d'un tub. Usada a la Xina i Vietnam

        - 321.32 Llaüts amb coll. El mànec està integrat o tallat directament al ressonador, com un coll
          - 321.321 Llaüts amb coll en forma de bol. Ex.: mandolina, tiorba, balalaica, angèlica, charango…
          - 321.322 Llaüts amb coll en forma de caixa o guitarres amb coll. Ex.: violí, viola de gamba, guitarra. NB un llaüt el cos del qual està construït en la forma d'un bol es classifica en l'apartat anterior

        - 321.33 Llaüts amb el mànec inserit. El mànec penetra dins del cos del ressonador

    - 322 Arpes. El pla de les cordes determina un pla perpendicular al de la taula harmònica. Una línia unint els extrems inferiors de les cordes apuntaria cap al coll
      - 322.1 Arpes obertes. L'arpa no té pilar
        - 322.11 Arpes arquejades. El coll es corba des del ressonador, sens angle. Usada a Myanmar i Àfrica. Ex.: ngombi
        - 322.12 Arpes angulars. El coll fa un angle net amb el ressonador. Usada a Assíria, Antic Egipte, i antiga Corea

      - 322.2 Arpes de marc. L'arpa té un pilar
        - 322.21 Sense mecanisme d'afinació. Ex.: totes les arpes medievals
          - 322.211 Arpes de marc diatòniques
          - 322.212 Arpes de marc cromàtiques
            - 322.212.1 Amb les cordes en un sol pla. La majoria de les arpes antigues
            - 322.212.2 Amb les cordes en dos plans, creuant-se l'un amb l'altre. Ex.: arpa cromàtica Pleyel

        - 322.22 Amb mecanisme d'afinació. Les cordes poden ser escurçades per una acció mecànica
          - 322.221 Amb acció manual. L'afinació pot ser modificada amb palanques manuals
          - 322.222 Amb acció de pedals. L'afinació pot ser modificada amb pedals. Ex.: arpa moderna

    - 323 Llaüts – arpes (arpes amb punt)’‘. El pla de les cordes determina un angle recte amb el de la taula harmònica. Una línia que uneix els extrems inferiors de les cordes seria perpendicular al coll. Té un pont amb osques. Usada a Àfrica occidental (kora)

Cordòfons de tensió variable. Prèviament definits com a tambors pinçats. Per a la seva classificació veure els membranòfons.
Sufixos per utilitzar en qualsevol subdivisió dins d'aquesta categoria:
- 4 Tocat amb martellets o baquetes
- 5 Tocat directament amb els dits
- 6 Tocat amb un plectre
- 7 Tocat per fregament
  - 71 Amb un arc
  - 72 Amb una roda
  - 73 Amb una cinta
- 8 Amb teclat
- 9 Amb acció mecànica

### Instrumentsaeròfons
4 Aeròfons. El mateix aire és el principal element de vibració
41 Aeròfons lliures. L'aire que vibra no està confinat per l'instrument
411 Aeròfons lliures de desplaçament. El corrent d'aire troba un bisell, o un bisell es mou a través de l'aire. En qualsevol cas, es dona un desplaçament periòdic d'aire. Ex.: fuet, espasa
412 Aeròfons lliures interruptius. El corrent d'aire s'interromp periòdicament
412.1 Aeròfons interruptius idiofònics o llengüetes. El corrent d'aire és dirigit directament contra una làmina i produeix una vibració que interromp el corrent de manera intermitent.
412.11 Llengüetes de concussió. Dues làmines formen una obertura que es tanca periòdicament durant la vibració. Ex.: instruments de canya (música)
412.12 Llengüetes de percussió. Una làmina simple pica contra un marc
412.121 Llengüetes de percussió individuals. Es troben a la Colúmbia Britànica
412.122 Conjunts de llengüetes de percussió. Els antics registres d'orgue de llengüeteria
412.13 Llengüetes lliures . La làmina vibra a l'interior d'una obertura
412.131 Llengüetes lliures individuals. Ex.: botzina de cotxe d'una sola nota
412.132 Conjunts de llengüetes lliures. NB en instruments com el sheng xinès els forats per als dits no serveixen per modificar l'atura del so i, per tant, n són equivalents dels forats d'altres tubs sonors. Ex.: acordió, orgues de boca
412.14 Cinta llengüeta. El corrent d'aire es dirigeix contra el cantell d'una cinta tensada. L'acústica d'aquest procés encara no ha estat estudiada. Usada a la Colúmbia Britànica
412.2 Instruments interruptius no idiofònics'. L'agent interruptiu no és una llengüeta
412.21 Aeròfons de rotació. L'agent interruptiu roda en el seu propi pla. Ex.: sirena
412.22 Aeròfons giratoris. L'agent interruptiu gira sobre el seu eix. Ex.: brunzidor
413 Aeròfons plosius. L'aire es fa vibrar per compressió. Ex: petard
42 Instruments de vent pròpiament dits. L'aire en vibració està confinat dins de l'instrument mateix
421 Instruments de bisell o flautes. Un corrent d'aire molt fi és dirigit contra un bisell
421.1 Flautes sense conducte d'aire. L'instrumentista crea un corrent d'aire molt estret amb els llavis 
421.11 Amb embocadura terminal. L'instrumentista bufa contra la vora esmolada de l'extrem superior obert d'un tub
421.111 Flautes amb embocadura terminal simples
421.111.1 Obertes. L'extrem inferior de la flauta és obert
421.111.11 Sense forats per als dits. Usada a Bengala
421.111.12 Amb forats per als dits. Usada pràcticament a tot arreu
421.111.2 Tancades. L'extrem inferior de la flauta està tapat
421.111.21 Sense forats per als dits. Ex.: una ampolla
421.111.22 Amb forats. Usada especialment a Nova Guinea
421.112 Conjunts de flautes bufades per l'extrem o flautes de pan . Es combinen unes quantes flautes d'aquestes característiques, de mides diferents, per a conformar un sol instrument
421.112.1 Flautes de pan obertes
421.112.11 Flautes de pan en forma de rai. El tubs estan lligats els uns amb els altres en forma de planxa o rai. Usada a la Xina
421.112.2 Flautes de pan en forma de manat. Els tubs estan lligats els uns amb els altres en forma de manat. Usada a les Illes Salomó, Nova Bretanya, Nova Irlanda
421.112.21 Amb l'extrem inferior tapat. Usada a Europa i Amèrica del Sud
421.112.3 Mixtes, amb tubs oberts i tancats. Usada a les Illes Salomó i a Amèrica del Sud
421.12 Flautes bufades pel costat. L'instrumentista bufa contra la vora esmolada d'un forat practicat al costat del tub
421.121 Flautes bufades lateralment, simples
421.121.1 Flautes bufades lateralment obertes
421.121.11 Sense forats per als dits. Usada al sud-oest de Timor
421.121.12 Amb forats. Ex.:flauta europea
421.121.2 Flautes bufades lateralment parcialment tapades. L'extrem inferior del tub és un nus de la canya en el qual s'ha practicat un petit forat
421.121.3 Flautes bufades lateralment, tapades
421.121.31 Sense forats per als dits
421.121.311 Amb l'extrem inferior tapat de manera fixa. Aparentment no existeix
421.121.312 Amb un tap inferior mòbil (flautes de pistó)’‘. Usada a Malàisia i Nova Guinea
421.121.32 Amb forats. Usada a l'est de Bengala i a l'oest de Malàisia
421.122 Conjunts de flautes bufades lateralment
421.122.1 Conjunts de flautes bufades lateralment, obertes
421.122.2 Conjunts de flautes bufades lateralment, tapades. Usada al nord-est de Brasil, i entre els Siusi
421.13 Flautes de recipient o globulars, sense bec. El cos de la flauta no és tubular sinó en forma de recipient, arrodonit. Usada al Brasil (Karaja), i al Congo (Bafiote)
421.2 Flautes amb conducte. Un conducte estret dirigeix el corrent d'aire contra el bisell en un orifici lateral
421.21 Flautes amb conducte extern’‘. El conducte està fora de la paret de la flauta. Aquest grup inclou les flautes amb conducte en xamfrà amb la paret de la flauta tancat amb un anell exterior o amb qualsevol altre tipus d'arranjament
421.211 Flautes simples amb conducte extern
421.211.1 Flautes obertes amb conducte extern
421.211.11 Sense forats per als dits. Usada a la Xina i Borneu
421.211.12 Amb forats. Usada a Indonèsia
421.211.2 Flautes semitapades amb conducte extern. Usada a Malaca
421.211.3 Flautes tapades amb conducte extern
421.212 Conjunts de flautes amb conducte extern. Usada al Tibet
421.22 Flautes amb conducte intern. El conducte es troba dins del tub de la flauta. Aquest grup inclou les flautes amb el conducte format per una pantalla interna (un nus natural o d'altre tipus) i un bloc inserit
421.221 Flautes simples amb conducte intern
421.221.1 Flautes obertes amb conducte intern
421.221.11 Sense forats per als dits. Ex.: xiulet europeu de senyals
421.221.12 Amb forats. Ex: flauta de bec
421.221.2 Flautes parcialment tapades amb conducte intern. Usada a l'Índia i a Indonèsia
421.221.3 Flautes tapades amb conducte intern
421.221.31 Sense forats per als dits
421.221.311 El tap de l'extrem inferior és fix. Ex.: xiulet europeu de senyals
421.221.312 El tap de l'extrem inferior és mòbil. Ex: flautes de pistó
421.221.4 Flautes de recipient o globulars amb conducte
421.221.41 Sense forats per als dits. Ex.: xiulets zoomòrfics de ceràmica. Es troben a Europa i Àsia. Ex.: siurell
421.221.42 Amb forats. Ex.: ocarina
421.222 Conjunts de flautes amb conducte intern
421.222.1 Conjunts de flautes obertes amb conducte intern
421.222.11 Sense forats per als dits. Ex: tubs de registres de flautats d'orgue
421.222.12 Amb forats. Ex: doble flageolet
421.222.2 Conjunts de flautes amb conducte intern, amb l'extrem inferior parcialment tapat. Ex: registres de Rohrfölte de l'orgue
421.222.3 Conjunts de flautes tapades, amb conducte intern
422 Instruments de llengüeta . El corrent d'aire, en passar entre dues làmines o llengüetes situades al començament del tub té un accés intermitent a l'interior del tub
422.1 Oboès. L'instrument té una canya doble de làmines o llengüetes de concussió
422.11 Oboès simples
422.111 De tub cilíndric
422.111.1 Sense forats. Usada a la Colúmbia Britànica
422.111.2 Amb forats. Ex.: aulos, cromorn, duduk
422.112 Amb tub cònic. Ex: oboè europeu, gralla, tenora
422.12 Conjunts d'oboès
422.121 De tub cilíndric. Ex.: doble aulos
422.122 De tub cònic. Usada a l'Índia
422.2  Clarinets. L'instrument té una sola llengüeta (anomenada llengüeta simple) que consisteix en una làmina o llengüeta de percussió
422.21 Clarinets simples
422.211 De tub cilíndric
422.211.1 Sense forats. Usada a la Colúmbia Britànica
422.211.2 Amb forats. Ex: clarinets europeus
422.212 De tub cònic. Ex.: saxòfon
422.22 Conjunts de clarinets. Usada al Nord d'Àfrica (zummara) 
422.3 Instruments amb llengüetes lliures. La llengüeta vibra dins d'un marc. L'instrument ha de tenir forats per als dits; altrament, pertany al grup de llengüeta lliure, 412.13. Usada al sud-est d'Àsia
422.31 Instruments de tub simple amb llengüetes lliures
422.32 Tubs dobles de llengüetes lliures
423  Trompetes. El corrent d'aire passa a través del llavis de l'instrumentista que vibren, de manera que l'aire entra de manera intermitent en l'instrument
423.1 Trompetes naturals. Sense cap giny suplementari per alterar l'altura
423.11 Corns marins
423.111 Bufades per l'extrem
423.111.1 Sense broquet. Usada a l'Índia
423.111.2 Amb broquet. Usada al Japó
423.112 Bufades lateralment. Es troben a Oceania
423.12 Trompetes tubulars
423.121 Bufades per l'extrem. El broquet està encara amb l'eix de la trompeta 
423.121.1 Trompetes rectes bufades per l'extrem. La trompeta no està ni corbada ni enroscada
423.121.11 Sense broquet. Ex.: alguns corns dels Alps
423.121.12 Amb broquet. Usada pràcticament a tot el Món
423.121.2 Corns (trompes bufades per l'extrem. El tub està corbat o enroscat
423.121.21 Sense broquet. Usada a l'Àsia
423.121.22 Amb broquet. Ex.: lur, rkang gling
423.122 Trompetes bufades lateralment. El broquet es troba en un costat del tub
423.122.1 Trompetes rectes bufades lateralment. Usada a Sud-amèrica
423.122.2 Corns bufats lateralment. Usada a Àfrica
423.2 Trompetes cromàtiques . Amb ginys supletoris per modificar l'altura
423.21 Trompetes amb forats. Ex.: cornetto, serpentó, figle
423.22 Trompetes de colissa. El tub pot ser allargat gràcies a una secció telescòpica de l'instrument. Ex.: trombons europeus
423.23 Trompetes amb vàlvules. El tub és allargat bo i connectant o desconnectant allargaments auxiliars del tub. Usada a Europa
423.231 Bugles de vàlvules. El tub és totalment cònic
423.232 Trompes de vàlvules. El tub és predominantment cònic
423.233 Trompetes de vàlvules. El tub és predominantment cilíndric
Sufixos per utilitzar en qualsevol subdivisió dins d'aquesta categoria
6 Amb dipòsit d'aire
61 Amb dipòsit rígid
62 Amb dipòsit flexible
7 Amb taps per al forats per als dits
71 Amb claus
72 Amb <Bandmechanik>
8 Amb teclat
9 Accionat de forma mecànica